# Henri Pyt

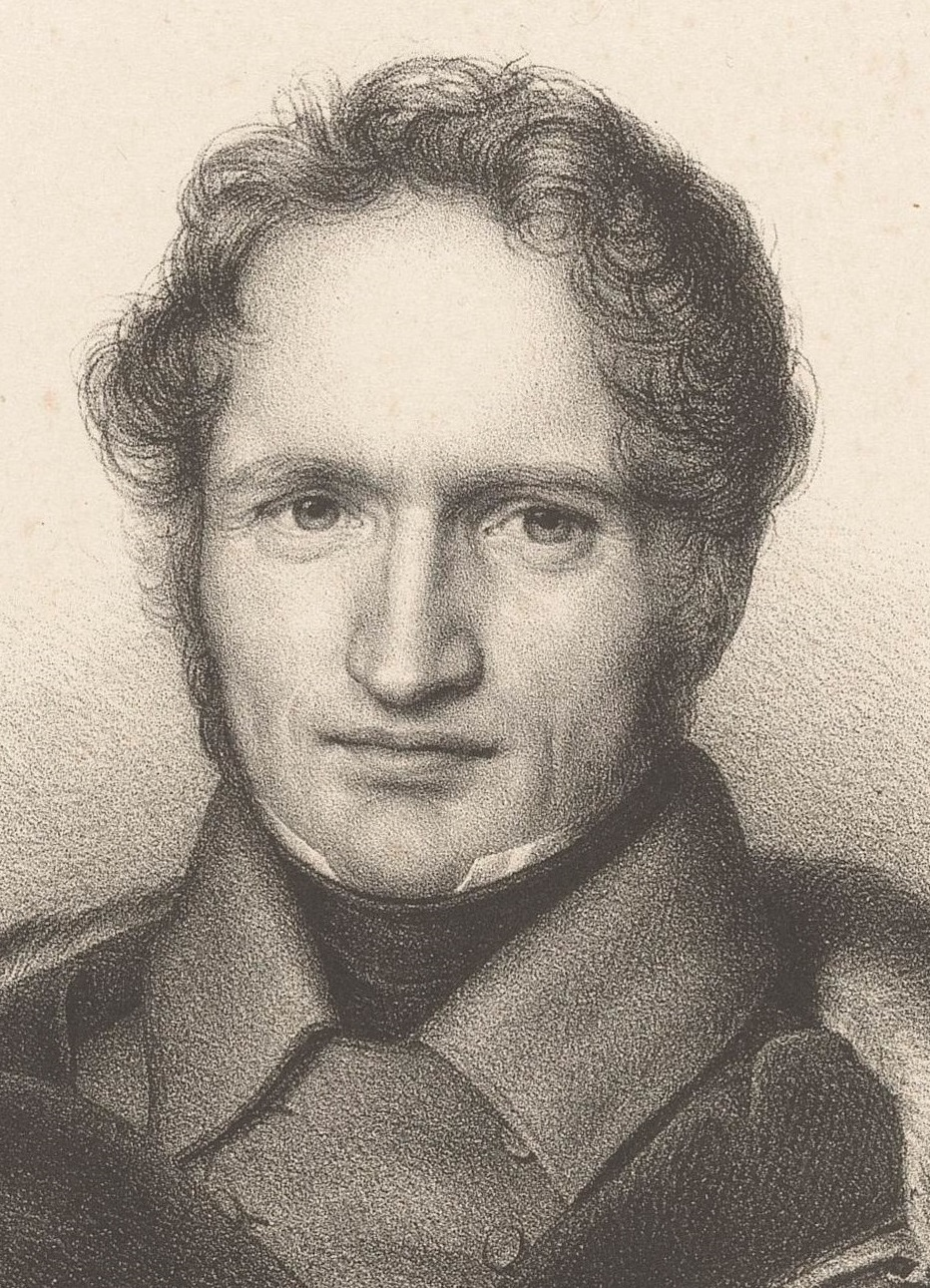
Henri Pyt

Henri-Frédéric-Victor Pyt (* 5. April 1796 in Sainte-Croix; † 21. Juni 1835 in Paris) war ein Schweizer Wanderprediger und hat mit der Erweckungsbewegung die Erneuerung des französischen Protestantismus in der ersten Hälfte des 19. Jahrhunderts im Süden Frankreichs wie auch im Norden und in Paris bestimmt.

## Leben

### Familie
Henri Pyt war der Sohn des Uhrmachers Pierre-Frédéric Pyt, der aus Travers stammte, und dessen Ehefrau Marie Suzanne (geb. Jaques) († 1812 in La Sarraz); er hatte noch eine Schwester. Bereits in seiner Kindheit verstarb sein Vater im Alter von sechsunddreissig Jahren und nach dem Tod seiner Mutter zog er zu seinem Onkel David Pyt.
Am 5. Juni 1818 heiratete er die Genferin Jeanne, Tochter von Jean-Pierre Marc Bost (1764–1843) und eine Schwester des Erweckungspredigers Ami Bost; die Ehe blieb kinderlos.
Er nahm 1825 den späteren Missionar Eugène Casalis, der ihm als Kind von einem Verwandten empfohlen worden war, bei sich im Haus auf, um diesen zu erziehen und auszubilden.

### Werdegang

#### Ausbildung
Durch seine Grossmutter mütterlicherseits erhielt Henri Pyt bereits in seiner Kindheit Kontakt zur Gemeinde der Mährischen Brüder in Sainte-Croix.
Er schloss sich 1812 dem 1810 von Emile Guers gegründeten Bibelkreis Société des Amis an, die eine Brüderunität mährischer Richtung war, sich aber bereits 1813 auf Bestreben der Compagnie des pasteurs wieder auflöste. Die Auflösung erfolgte, weil die Zusammenkünfte nicht durch kirchliche Behörden genehmigt worden waren und auf eine dissidente Kirche hinausliefen. In dieser Zeit lernte er auch 1813 Juliane von Krüdener kennen, die ihm einen religiösen Impuls gab. Kurz darauf lernte er den englischen Industriellen Richard Wilcox kennen, der als Laienprediger in Genf predigte. Durch diesen lernte er 1817 den schottischen Laienprediger Robert Haldane kennen, der sich ebenfalls in Genf aufhielt.
Henri Pyt studierte in der Zeit von 1815 bis 1817 Theologie an der Akademie Genf; zu seinen Kommilitonen gehörten unter anderem Emile Guers, James DuPasquier, Jean Gonthier, Jean-Henri Merle d’Aubigné und Frédéric Monod.
Im Herbst 1816 verliess Ami Bost Genf, um eine Stelle in Moutier anzutreten. Aus diesem Grund hielt dessen Freundeskreis, unter ihnen Jean Gonthier, Emile Guers, Henri Pyt und Richard Wilcox ein Abschiedsfest, das mit dem Letzten Mahl der Zwölf verglichen wurde; dies wies auf das Selbstgefühl hin, zur Verkündigung ausgesandt zu sein und belegte die intensive Beschäftigung, ja Identifizierung mit der Zeit der Urgemeinde.
Henri Pyt brach 1817 sein Studium ab, nachdem die Compagnie des pasteurs den Genfer Pfarrern verboten hatte, über bestimmte Themen der reformierten Orthodoxie zu predigen; anschliessend verdiente er seinen Tagesunterhalt mit dem Unterrichten von Tages- und Internatsschülern.

#### Berufliches Wirken in Genf
Er gründete am 23. August 1817 gemeinsam mit Emile Guers und Jean Gonthier mit der Kirche Bourg-de-Four die erste von der angelsächsischen Erweckungsbewegung inspirierte Gemeinschaft in Genf; gemeinsam waren er und Jean Gonthier dort als Pfarrer tätig.
Im Juni 1818 verliess er, gemeinsam mit seiner Schwester Pauline und seiner Ehefrau, Genf, um im südfranzösischen Saverdun im Département Ariège eine Pfarrstelle anzunehmen, die ihm vom Komitee der Continental Evangelisation Society (deutsch: Festlandsgesellschaft zur Verbreitung religiösen Wissens oder auch Festlandsgesellschaft für die Ausbreitung wahren Christentums, auch: Festlandsgesellschaft zur Bekämpfung des Unglaubens), angeboten worden war; die Continental Evangelisation Society war 1817 von Henry Drummond gegründet worden.
Ende 1818 besuchte er Robert Haldane in Montauban, der von Genf dorthin gegangen war, um sich mit ihm über das weitere Vorgehen in Saverdun und der dortigen Umgebung zu besprechen. Diese Gespräche hatten einen grossen Einfluss auf seine Zukunft, weil er erkannte, dass er zukünftig, unabhängig von jeder kirchlichen Bindung von Ort zu Ort ziehen musste, um zu predigen.

#### Berufliches Wirken in Frankreich
Am 15. Juli 1819 verliess er, begleitet von seiner Ehefrau und seiner Schwester, folgte er einer Einladung des Komitees der Continental Evangelisation Society nach Valenciennes, dass sie am 3. August 1819 erreichten. Auf Bitten des Komitees begann er in Valenciennes und der grösseren Umgebung zu predigen. Im Laufe der Zeit predigten weitere Laien in Absprache mit Henri Pyt im Norden Frankreichs und verteilten hierbei das Neue Testament. Im Laufe der Zeit bildeten sich neue Kirchen, die weder katholisch noch evangelisch, sondern nur christlich genannt werden wollten. Vermögende Männer stellten für deren Kirchenbau die Mittel für die Ziegel und die wichtigsten Materialien zur Verfügung; diejenigen, die kein Geld hatten, arbeiteten als Hilfsarbeiter; die Frauen und Mädchen, verkauften ihren Schmuck, um bei den Baukosten zu helfen.
Am 12. Dezember 1820 verliess er Valenciennes in Richtung Orléans, wohin ihn das Komitee der Continental Evangelisation Society als Pfarrer berief; dort wurde ihm allerdings untersagt, auf der Kanzel zu predigen und auf Betreiben des örtlichen Pfarrers wurde er durch den Präfekten des Ortes verwiesen, sodass er nach Guillonville in der Landschaft Beauce ging. Er predigte dort bis zur Zeit der Ernte 1821, unterbrach dann seine Tätigkeit und reiste nach Paris. Dort traf er sich mit Emile Guers und Jean Gonthier, die auf dem Weg zur Ordination nach London waren und schloss sich ihnen an, sodass er am 28. Juli 1821 ordiniert wurde.
Nach seiner Ordination erhielt er von der Londoner Continental Evangelisation Society erneut den Auftrag nach Südfrankreich zu reisen, um dort sein 1819 unterbrochenes Werk fortzusetzen. Ende August 1821 erreichte er, gemeinsam mit seiner Ehefrau, Montauban, dort predigte er mehrere Male in der Hauptkirche, unter anderem auch vor mehreren Theologiestudenten. Seine Predigten setzte er in den Gemeinden Négrepelisse und Albefeuille-Lagarde fort. Am 15. September 1821 traf er in Toulouse ein und machte sich sofort auf den Weg nach Bagnères-de-Bigorre am Eingang des Campan-Tals, am Fuße der Pyrenäen. Von dort reiste er weiter nach Tarbes und Pau. Weil er sich in Bayonne bei Orthez niederlassen wollte, traf er sich in Orthez mit dem Präsidenten des Konsistoriums, in dessen Kirche er am 30. September 1821 predigte. Am 23. Dezember 1821 wurde eine neue Kapelle in Bayonne in Anwesenheit des Pfarrers aus Orthez eingeweiht. Seine Tätigkeit beschränkte sich nicht auf Bayonne, sondern umfasste auch die ganze benachbarte Region, so unter anderem in Béarn, Aix-en-Pévèle und Nomain sowie später im Baskenland; er begab sich unter anderem vom 1. August bis 10. Oktober 1822 auf eine Evangelisationstour und bereiste die Departements Haute-Garonne, Ariège und Tarn.
Aufgrund einer Epidemie und der französischen Invasion in Spanien 1823, kamen viele Spanier nach Bayonne; für diese empfand Henri Pyt grosses Mitleid, sodass er beschloss ihnen Trost zu spenden; hierzu erlernte er, gemeinsam mit seiner Ehefrau, die spanische Sprache und veranlasste unter anderem die Übersetzung des Neuen Testaments ins Spanische; diese wurde 1824 allerdings durch den Papst auf den Index gesetzt. In dieser Zeit bekehrte er auch den katholischen Priester Juan Calderón, der nach Bayonne geflohen war.
Weil es in dieser Zeit sechs baskische Provinzen auf beiden Seiten der Pyrenäen gab, drei spanische und drei französische, nämlich Nieder-Navarra, Soule und Labourd, die der Londoner Bibelgesellschaft bekannt geworden waren, und in denen kaum die spanische oder französische Sprache gesprochen wurde, erlernte er die baskische Sprache. Als der reformierte Glauben in Béarn eingeführt wurde, liess Jeanne d’Albret, Königin von Navarra, eine Version des Neuen Testaments in der baskischen Sprache anfertigen und verteilen; diese wurde jedoch, nach der Aufhebung des Edikts von Nantes, von den Priestern wieder eingetrieben und verbrannt. Ein Exemplar gelang jedoch in den Besitz der Oxford Library und auf diese Weise konnte die Londoner Bibelgesellschaft Henri Pyt sich um den Druck dieses baskischen Neuen Testaments kümmern. Weil sich die baskische Sprache seit dieser Zeit erheblich verändert hatte, war eine Neu-Übersetzung notwendig, die Henri Pyt, gemeinsam mit einem jungen Basken betrieb und fast seine gesamte Zeit beanspruchte.
1825 erschienen Jesuiten in Orthez, die vom Bischof von Bayonne, Paul-Thérèse-David d’Astros (1772–1851), dorthin gesandt worden waren, um die Bürger wieder für den Katholizismus zu gewinnen. Weil ihre Mission jedoch wenig Erfolg hatte, schrieben die Jesuiten im Namen des Bischofs einen Brief an die reformierten Einwohner der Stadt, in der sie zu beweisen versuchten, dass der reformierte Glaube auf keiner vernünftigen Grundlage beruhe. Daraufhin beauftragte das Konsistorium von Orthez Gabriac Fils, Pfarrer in Bellocq, und Henri Pyt mit der Beantwortung der Schrift. Die darauf erfolgte Erwiderung der Jesuiten beantwortete er in einem zweiten polemischen Schreiben. Seine Antwort erschien in einer ersten Auflage mit dreitausend Exemplaren, die nach kurzer Zeit ausverkauft waren, sodass eine zweite Auflage erschien. Der Bischof zog daraufhin alle unverkauften Exemplare seines Briefes aus dem Handel zurück.
Henri Pyt blieb bis Ende März 1830 im Departement Basses-Pyrénées; am 28. März 1830 hielt er seine Abschiedspredigt in Orthez.
Am 1. April 1830 ging er, begleitet von seiner Ehefrau und seinem Grossvater, im Auftrag der Continental Evangelisation Society erneut in den Norden Frankreichs nach Boulogne-sur-Mer. Im September 1830 wurde er dann durch die Société nach Irland gesandt und kehrte am 14. Dezember 1830 nach Boulogne zurück, nachdem er den ganzen Süden Irlands bereist hatte.
1831 wurde er nach Paris berufen, wo seit der Revolution von Juli 1830 eine grosse Religionsfreiheit herrschte. Nach seiner Ankunft in Paris, kümmerte er sich als Erstes um einen Ort, an dem er seine Predigten abhalten konnte. Ein anglikanischer Geistlicher stellte ihm die Kapelle Marbeuf zur Verfügung, die von Lewis Way (1772–1840) auf dem Champs-Elysees gegründet worden war. Im Juni 1831 fand er einen Raum in Versailles. Nachdem eine wohlhabende Dame sich bereit erklärt hatte, die Miete zu übernehmen, hielt er dort seine Sonntagspredigten ab, zu denen nicht nur Franzosen, sondern auch Angehörige anderer Nationen, unter anderem Schweizer, Italiener, Spanier, Engländer und vor allem französische Katholiken kamen. Im Laufe der Zeit entstand eine Kirche, die fast ausschliesslich aus römisch-katholischen Konvertiten bestand.
Zusätzlich zu seiner Prediger-Tätigkeit war er Agent der Continental Evangelisation Society und überwachte und korrespondierte mit den von ihr beauftragten Predigern und besuchte diese, falls es erforderlich war, auch vor Ort.

### Geistliches Wirken
Henri Pyt übte als einflussreiches Mitglied des 1814 entstandenen Réveil einen entscheidenden Einfluss auf die französische protestantische Erweckungsbewegung (siehe auch Baptisten in Frankreich) aus und war besonders in Genf, in Nordfrankreich, in Eure-et-Loir, im Baskenland und in Paris sowie Versailles tätig.
Während einer Reise von Henri Pyt wurde seine Ehefrau, die in einem Lehramt tätig war, in der Gemeinde Nomain um eine Erklärung für den Begriff Baptist gebeten, der in dem Magasin évangélique Nr. 41 genannt worden war. Sie erklärte den Begriff zum ersten Mal so, dass er nicht nur für die Mitglieder der Gruppe, sondern auch für die breite Öffentlichkeit verständlich war.
Henri Pyt verfasste unter anderem 1821 das Traktat Le Messie promis und 1834 die religionspolemische Broschüre Quelques mots à M. l’abbé Guyon.

## Mitgliedschaften
1825 wurde Henri Pyt Präsident der in Bayonne unter seiner Schirmherrschaft neugegründeten Bibelgesellschaft, deren Sekretär er später noch oft war.

## Schriften (Auswahl)
- Réponse à la seconde lettre de M. l’évêque de Bayonne, aux protestans d’Orthez: ou essai sur cette question: y a-t-il une Église infaillible à laquelle le chrétien doive soumettre sa foi, plutôt qu’à la Sainte Écriture? et sur quelques autres points disputés. Toulouse, 1826.
- La loi établie par les principes et par les conséquences de la foi. Paris 1835.
- Quelques mots à M. l’abbé Guyon. Paris und Versailles 1835. (2. Auflage)